# رضا سخندان

رضا سخندان (زاده ۱۱ بهمن ۱۳۵۲ در مشهد) کمک داور ایرانی فوتبال است. وی در سال ۱۳۶۸ داوری را شروع کرده و در سال ۱۳۸۳ وارد لیست فیفا شده‌است.
رضا سخندان در ۱۴ شهرآورد تهران به عنوان کمک داور حضور داشته است و از این نظر رکورددار است
رضا سخندان در سال ۱۳۹۸ از داوری خداحافظی کرد.

## شهرآورد تهران
رضا سخندان کمک داور ۱۴ شهرآورد تهران بوده است 
| چهارده بازی که کمک داور بوده است |                 |                        |                                                                     |
| دربی                             | تاریخ           | نتیجه بازی             | گروه داوری                                                          |
| شماره ۸۹                         | ۱۰ فروردین ۱۳۹۸ | استقلال ۰ پرسپولیس۱    | اشکان خورشیدی -- رضا سخندان -- علی میرزابیگی -- آرمان اسعدی         |
| شماره ۸۶                         | ۱۰ اسفند ۱۳۹۶   | استقلال ۱ - پرسپولیس ۰ | علیرضا فغانی -- رضا سخندان -- محمدرضا منصوری -- موعود بنیادی‌فر      |
| شماره ۸۵                         | ۴ آبان ۱۳۹۶     | استقلال ۰ - پرسپولیس ۱ | بیژن حیدری -- رضا سخندان -- سعید علی‌نژادیان -- پیام حیدری           |
| شماره ۸۳                         | ۲۶ شهریور ۱۳۹۵  | استقلال ۰ - پرسپولیس ۰ | علیرضا فغانی -- رضا سخندان -- محمدرضا منصوری -- بیژن حیدری          |
| شماره ۸۲                         | ۲۷ فروردین ۱۳۹۵ | استقلال ۲ - پرسپولیس ۴ | محسن ترکی -- رضا سخندان -- محمدرضا منصوری -- حسین زرگر              |
| شماره ۸۱                         | ۸ آبان ۱۳۹۴     | استقلال ۱ - پرسپولیس ۱ | محسن ترکی -- رضا سخندان -- محمدرضا ابوالفضلی -- پیام حیدری          |
| شماره ۷۷                         | ۱۵ شهریور ۱۳۹۲  | استقلال ۰ - پرسپولیس ۰ | علیرضا فغانی -- رضا سخندان -- رسول فروغی -- یداله جهانبازی          |
| شماره ۷۶                         | ۶ بهمن ۱۳۹۱     | استقلال ۰ - پرسپولیس ۰ | محسن قهرمانی -- رضا سخندان -- بابک داوری -- تورج حق‌وردی             |
| شماره ۷۵                         | ۳ شهریور ۱۳۹۱   | استقلال ۰ - پرسپولیس ۰ | محسن ترکی -- حسن کامرانی‌فر -- رضا سخندان -- احمد صالحی              |
| شماره ۷۴                         | ۱۳ بهمن ۱۳۹۰    | استقلال ۲ - پرسپولیس ۳ | علیرضا فغانی -- حسن کامرانی‌فر -- رضا سخندان -- سعید بخشی‌زاده        |
| شماره ۷۳                         | ۱۸ آذر ۱۳۹۰     | استقلال ۳ - پرسپولیس ۰ | هدایت ممبینی -- رضا سخندان -- علیرضا کهوری -- محسن قهرمانی          |
| شماره ۷۱                         | ۲۵ شهریور ۱۳۹۰  | استقلال ۲ - پرسپولیس ۰ | محسن ترکی -- رضا سخندان -- محمدرضا منصوری -- هدایت ممبینی           |
| شماره ۷۰                         | ۱۰ فروردین ۱۳۹۰ | استقلال ۱ - پرسپولیس ۰ | محسن ترکی -- حیدر شکور -- رضا سخندان -- علیرضا فغانی                |
| شماره ۶۷                         | ۱۰ مهر ۱۳۸۸     | استقلال ۱ - پرسپولیس ۱ | محسن ترکی -- رضا سخندان -- جواد تقی‌پور -- تورج حق‌وردی -- مسعود فلاح |
| شماره ۶۶                         | ۲۵ بهمن ۱۳۸۷    | استقلال ۱ - پرسپولیس ۱ | محسن ترکی -- رضا سخندان -- حسن کامرانی‌فر -- خداداد افشاریان         |

منبع        

## جام جهانی ۲۰۱۸
رضا سخندان در تیم داوری ایرانی در جام جهانی ۲۰۱۸ روسیه در بازی‌های زیر به عنوان کمک داور حضور داشته است.
در این تیم داوری علیرضا فغانی به عنوان داور و محمدرضا منصوری دیگر کمک داور حضور داشته است
| جام جهانی فوتبال ۲۰۱۸ – روسیه | جام جهانی فوتبال ۲۰۱۸ – روسیه | جام جهانی فوتبال ۲۰۱۸ – روسیه | جام جهانی فوتبال ۲۰۱۸ – روسیه |
| تاریخ                         | مسابقه                        | شهر                           | مرحله                         |
| ----------------------------- | ----------------------------- | ----------------------------- | ----------------------------- |
| ۱۷ ژوئن ۲۰۱۸                  | آلمان – مکزیک                 | مسکو                          | گروهی                         |
| ۲۷ ژوئن ۲۰۱۸                  | صربستان – برزیل               | مسکو                          | گروهی                         |
| ۳۰ ژوئن ۲۰۱۸                  | فرانسه – آرژانتین             | کازان                         | یک‌هشتم                        |
| ۱۴ ژوئیه ۲۰۱۸                 | بلژیک – انگلستان              | سن پترزبورگ                   | رده‌بندی                       |

## جام ملت‌های آسیا ۲۰۱۹
رضا سخندان در تیم داوری ایرانی حاضر در جام ملت‌های آسیا ۲۰۱۹ حضور داشت و دو بازی زیر را همراه با علیرضا فغانی و  محمدرضا منصوری قضاوت کردند.  
| جام ملت‌های آسیا ۲۰۱۹ - امارات متحده عربی | جام ملت‌های آسیا ۲۰۱۹ - امارات متحده عربی | جام ملت‌های آسیا ۲۰۱۹ - امارات متحده عربی | جام ملت‌های آسیا ۲۰۱۹ - امارات متحده عربی |
| تاریخ                                    | مسابقه                                   | شهر                                      | مرحله                                    |
| ---------------------------------------- | ---------------------------------------- | ---------------------------------------- | ---------------------------------------- |
| ۹ ژانویه ۲۰۱۹                            | ژاپن - ترکمنستان                         | ابوظبی                                   | گروهی                                    |
| ۲۰ ژانویه ۲۰۱۹                           | اردن - ویتنام                            | دبی                                      | حذفی                                     |